# Desmoscolex laevis
Desmoscolex laevis är en rundmaskart som beskrevs av Hans August Kreis 1928. Desmoscolex laevis ingår i släktet Desmoscolex och familjen Desmoscolecidae. Arten är reproducerande i Sverige. Inga underarter finns listade i Catalogue of Life.